# نادي غرناطة
نادي غرناطة لكرة القدم (بالإسبانية: Granada Club de Fútbol) هو ناد رياضي أسباني لكرة القدم في غرناطة، في منطقة أندلوسيا ذات الحكم الذاتي. ويلعب حاليا في الاليغا ( دوري الدرجة الأولى الاسباني ) و كان المنافس الأول لنادي مالقا في ديربي شمال الأندلس عندما كان في دوري الدرجة الثانية. تأسس في يوم 14 أبريل 1931 باسم ريكرياتيفو غرناطة، وكان أول رئيس خوليو لوبيز فيرنانديز.
لعب المباراة الأولى لكرة القدم ضد ديبورتيفو جيان. في موسم 1931-1932 فاز النادي ببطولة الدوري الثالث لإقليم المنطقة الجنوبية. واصل النادي سلسلة الصعود حتى عام موسم 1941-1942 الذي شهد صعود النادي لدوري الدرجة الأولى الأسباني لأول مرة في تاريخه. ومنذ ذلك التاريخ وحتى الثمانينات الميلادية تنقل بين بطولة دوري الدرجة الأولى والدرجة الثانية. في عام 1959 حقق غرناطة أفضل انجاز في تاريخه بحصوله على مركز الوصيف في كأس ملك إسبانيا (كأس ديل ري). وخسر الفريق في المباراة النهائية 4-1 لمصلحة نادي برشلونة على ملعب سانتياغو برنابيو.

## تشكيلة الفريق

### التشكيلة الحالية
آخر تحديث 2 فبراير 2023.
ملاحظة: تشير الأعلام إلى المنتخب بحسب قواعد الأهلية المعتمدة من قبل الفيفا؛ تنطبق بعض الاستثناءات المحدودة. وقد يحمل اللاعبون أكثر من جنسية لا تعترف بها الفيفا.
| الرقم | البلد     | المركز | اللاعب                                        |
| ----- | --------- | ------ | --------------------------------------------- |
| 1     | إسبانيا   | حارس   | راوول فرنانديث                                |
| 3     | إسبانيا   | وسط    | بول لوزانو (إعارة من إسبانيول)                |
| 4     | إسبانيا   | مدافع  | ميغيل أنخيل                                   |
| 5     | الأرجنتين | مدافع  | جوناثان كريستيان سيلفا (إعارة من نادي خيتافي) |
| 6     | فرنسا     | وسط    | جان بوديغير                                   |
| 7     | إسبانيا   | وسط    | ألبيرتو سورو                                  |
| 8     | السنغال   | مهاجم  | فامارا ديدهيو                                 |
| 9     | إسبانيا   | مهاجم  | خوسيه كاييخون                                 |
| 10    | إسبانيا   | مهاجم  | أنتونيو بويرتاس                               |
| 11    | ألبانيا   | مهاجم  | Myrto Uzuni                                   |
| 12    | إسبانيا   | وسط    | Víctor Meseguer                               |
| 13    | البرتغال  | حارس   | أندريه فيريرا                                 |
| 14    | إسبانيا   | مدافع  | إجناسي ميكيل                                  |
| 15    | إسبانيا   | مدافع  | كارلوس نيفا                                   |

| الرقم | البلد      | المركز | اللاعب                              |
| ----- | ---------- | ------ | ----------------------------------- |
| 16    | إسبانيا    | مدافع  | فيكتور دياز ميغيل (c)               |
| 17    | إسبانيا    | مدافع  | Quini                               |
| 18    | صربيا      | وسط    | نيكوش بيتروفيتش                     |
| 19    | إسبانيا    | مهاجم  | خورخي مولينا فيدال (v.c)            |
| 20    | إسبانيا    | وسط    | سيرجيو رويز ألونسو                  |
| 21    | إسبانيا    | وسط    | Óscar Melendo                       |
| 22    | إسبانيا    | وسط    | ألبيرتو بيريا كوروسو                |
| 23    | إسبانيا    | مهاجم  | روبن روتشينا                        |
| 24    | الأوروغواي | مدافع  | إيريك كاباكو (إعارة من نادي خيتافي) |
| 25    | إسرائيل    | مهاجم  | شون ويسمان                          |
| 26    | إسبانيا    | مهاجم  | بريان سرقسطة                        |
| 28    | إسبانيا    | مدافع  | راؤول تورينتي                       |
| 30    | إسبانيا    | مدافع  | ريكارد سانشيز                       |
| 33    | إسبانيا    | حارس   | Adri López ‏                         |

### اللاعبون المعارون
تنتهي إعارة جميع اللاعبين في 30 يونيو 2023.

ملاحظة: تشير الأعلام إلى المنتخب بحسب قواعد الأهلية المعتمدة من قبل الفيفا؛ تنطبق بعض الاستثناءات المحدودة. وقد يحمل اللاعبون أكثر من جنسية لا تعترف بها الفيفا.
| الرقم | البلد   | المركز | اللاعب                                  |
| ----- | ------- | ------ | --------------------------------------- |
|       | السنغال | مدافع  | Alpha Diounkou (إلى Barcelona B)        |
|       | إسبانيا | مدافع  | Pepe Sánchez ‏ (إلى Deportivo La Coruña) |
|       | إسبانيا | وسط    | Isma Ruiz (إلى Ibiza)                   |

| الرقم | البلد      | المركز | اللاعب                                  |
| ----- | ---------- | ------ | --------------------------------------- |
|       | إسبانيا    | مهاجم  | أنطونيو كورتيس هيريديا (إلى Anorthosis) |
|       | الأوروغواي | مهاجم  | ماتياس أريزو (إلى بنيارول)              |
|       | إسبانيا    | مهاجم  | Adrián Butzke (إلى Paços de Ferreira)   |